# Arisztophón
Arisztophón (i. e. 3. század) görög komédiaköltő
Életéről semmit sem tudunk. A attikai komédia műfajában alkotott, ránk darabjaiból néhány elhanyagolható töredék kivételével semmi sem maradt.